# Jöusan
Jöusan är en ö i Finland. Den ligger i Norra kvarken och i kommunen Nykarleby i den ekonomiska regionen  Jakobstadsregionen i landskapet Österbotten, i den västra delen av landet. Ön ligger omkring 44 kilometer nordöst om Vasa och omkring 390 kilometer norr om Helsingfors.
Öns area är 1,24 kvadratkilometer och dess största längd är 1,9 kilometer i nord-sydlig riktning. Ön höjer sig omkring 15 meter över havsytan.

## Klimat
Inlandsklimat råder i trakten. Årsmedeltemperaturen i trakten är 3 °C. Den varmaste månaden är augusti, då medeltemperaturen är 15 °C, och den kallaste är februari, med −11 °C.